# ボフミル・フラバル
ボフミル・フラバル（Bohumil Hrabal、1914年3月28日 - 1997年2月3日）は、チェコの小説家。
共産党体制下の検閲によって作品の出版を禁じられながら、粘り強く執筆を続けたことで知られる。ミラン・クンデラ、ヨゼフ・シュクヴォレツキーと並んで、20世紀後半のチェコ文学の代表者の一人と目されている。代表作には『あまりにも騒がしい孤独』『剃髪式』『わたしは英国王に給仕した』などがある。

## 生涯
1914年、チェコ（当時のオーストリア＝ハンガリー帝国）・モラヴィア地方の都市ブルノに生まれる。1919年にはボヘミア地方のヌィムブルクに移り、ビール醸造所の支配人の息子として子供時代を送った。1935年、プラハ・カレル大学の法学部に入り、第二次大戦後に博士号を取得する。戦後はさまざまな職に就くかたわらで執筆活動を行ったが、共産党が標榜する社会主義リアリズムとは全く異なるその作風もあって、進行するスターリン主義化のもとで作品の刊行を許されぬまま時を過ごすこととなった。
60年代に入り、チェコスロバキアに自由化の兆しが現れると、フラバルにも出版の機会が訪れ、1963年に単行本『水底の真珠』が刊行される。自作の出版を許されたことでフラバルは執筆に専念することを決意し、次々に作品を発表、高く評価され、新しいチェコ文学の担い手の一人としてクンデラらとともに注目されることとなった。しかし出版の自由は1968年のチェコ事件（プラハの春）によって圧殺され、ソ連を非難したフラバルは国内における作品の発表を禁じられた。
その後、共産党体制に恭順の意思を示したことで部分的な作品の出版が許されるようになったものの、検閲によって満足な形での出版はできず、多くの作品は地下出版や外国の亡命出版社により刊行された。厳しい検閲は1989年のビロード革命まで続いたが、民主化後はあらためて全作品が出版され、国内で大いに支持されるとともに世界的にも評価され、名実ともにチェコ文学の代表者の一人となった。
1997年2月、入院中のプラハの病院で鳩に餌をやろうとして5階から転落し死亡した。

## 日本語訳著書
- 「魔法のフルート」赤塚若樹訳、『世界文学のフロンティア』所収（岩波書店, 1997年）
- 『あまりにも騒がしい孤独』（石川達夫訳, 松籟社, 東欧の想像力, 2007年）
- 『わたしは英国王に給仕した』（阿部賢一訳, 河出書房新社（池澤夏樹=個人編集 世界文学全集）, 2010年, 河出文庫 2019年）
- 『厳重に監視された列車』（飯島周訳, 松籟社, フラバル・コレクション, 2012年）
- 『剃髪式』（阿部賢一訳, 松籟社, フラバル・コレクション, 2014年）
- 『時の止まった小さな町』（平野清美訳, 松籟社, フラバル・コレクション, 2015年）
- 『十一月の嵐』（石川達夫訳, 松籟社, フラバル・コレクション, 2022年）

## 映画化
すべてイジー・メンツェル監督
- 『厳重に監視された列車』(1967) - 共同脚本
- 『つながれたヒバリ』（1969） - 共同脚本
- 『英国王給仕人に乾杯!』 (2007) - 共同脚本

## 関連文献
- 沓掛良彦・阿部賢一編『バッカナリア　酒と文学の饗宴』（成文社，2012年）
  - 第5章「居酒屋（ホスポダ）」という空間と小説の語り」pp.121-144.
- 阿部賢一「ニューヨークのボフミル・フラバル」『れにくさ : 現代文芸論研究室論集』第5巻第2号、現代文芸論研究室、2014年、319-328頁、doi:10.15083/00037405、ISSN 21870535。
- 奥彩子・西成彦・沼野充義他『東欧の創造力』（松籟社, 2016年）
- マルケータ・ブルナ=ゲブハルトヴァー、阿部賢一「ピプスィから見たフラバル、フラバルから見たピプスィ」『れにくさ : 現代文芸論研究室論集』第8巻、現代文芸論研究室、2018年、207-220頁、doi:10.15083/00080222、ISSN 21870535。
- Jiří Pelán, "Bohumil Hrabal. A Full-length Portrait" Translated by David Short, Praha: Karolinum, 2019.